# Xã Manfred, Quận Lac qui Parle, Minnesota
Xã Manfred (tiếng Anh: Manfred Township) là một xã thuộc quận Lac qui Parle, tiểu bang Minnesota, Hoa Kỳ. Năm 2010, dân số của xã này là 99 người.